# Tetragoneura andina
Tetragoneura andina är en tvåvingeart som beskrevs av Lane 1962. Tetragoneura andina ingår i släktet Tetragoneura och familjen svampmyggor. Inga underarter finns listade i Catalogue of Life.